# Землеройковый крот Тру
Землеройковый крот Тру (Dymecodon pilirostris) — вид млекопитающих семейства Talpidae. Он эндемичен для Японии (Хонсю, Сикоку и Кюсю) и является обычным видом на лугах, в кустарниковых зарослях и лесах на высотах более 1000 метров над уровнем моря.
Это единственный вид в роде Dymecodon. Некоторые специалисты включали его в Urotrichus в качестве второго вида этого рода.

## Этимология
Русское, английское (True's shrew mole) и немецкое (True-Spitzmull) названия происходят от фамилии автора первоописания американского зоолога Фредерика У. Тру.
Латинское название рода является соединением δύο (duo) «два», μήκος (mekos) «размер» и όδούς (odous) «зуб», то есть имеющий «зубы двух размеров» из-за чередования зубов по размерам на нижней челюсти.

## Описание
D. pilirostris напоминает японского землеройкового крота  (Urotrichus talpoides). Длина  тела у него около 6½ см. Оно покрыто густым, 5 мм, тёмно-коричневым мехом с сильным зеленоватым металлическим блеском. Хвостом длиной около 3½ см покрыт тёмными волосами около 7 мм. Кожистые чешуйки на ладонях и подошвах также темно-коричневые. Он несколько меньше Urotrichus по размерам и также отличается от него относительно более длинным хвостом. Однако его система зубов отличается весьма значительно. Первый резец в верхней челюсти низкий и широкий, самый широкий из всех зубов перед настоящим моляром. Второй почти такой же широкий и сопоставимый с первым по форме. Третий резец и клык простые и округлые и составляют около ¼ от других резцов. Зубы в нижней челюсти сравнимы с зубами в верхней челюсти, но второй резец имеет дополнительный конический бугорок сзади, третьего резца нет, а клык крошечный.
Зубная формула: {\displaystyle I{\frac {3}{2}}C{\frac {1}{1}}P{\frac {3}{3}}M{\frac {3}{3}}=38.}

## Образ жизни

### Территориальное поведение
Существует лишь несколько исследований образа жизни землеройкового крота Тру. Животные лишь частично живут под землей и чаще встречаются на поверхности земли. В хвойных лесах центрального Хонсю участки обитания у этого вида имеют протяженность около 25-26 м.

### Питание
Основной рацион землеройкового крота составляют беспозвоночные. Исследование содержимого 35 желудков выявило высокую долю насекомых, которые преобладают на уровне 58,9%. Помимо многочисленных не идентифицированных фрагментов, были обнаружены долгоножки, короеды, долгоносики и различные личинки. Дождевые черви были второй по распространенности категорией. В меньшей степени пауки, многоножки и мокрицы также обогатили пищевой спектр.

### Размножение
Основной сезон размножения — весна. В апреле в префектуре Эхиме на Сикоку три исследованных самца имели сильно увеличенные семенники, которые были размеров 8-9,5 мм в длину и 5-6 мм в ширину. Летом в префектуры Нагано в центральной части острова Хонсю самцы этого вида имели маленькие семенники (2,5 × 1,3 мм), что свидетельствовало об окончании сезона размножения. Самка из префектуры Эхимэ, также пойманная в апреле, имела три эмбриона. Массовое появление молодых особей приходится на июль. Выборка из популяции размером более чем три десятка особей на 51% состояла из молодых животных. Ещё 40,5% животных находились на втором году жизни, и только 8% достигли третьего года. Соответственно, максимальную продолжительность жизни можно оценить примерно в два года. Соотношение полов с возрастом сдвигалось в пользу самок, которые тогда составляли около двух третей всех животных. Среди приплода и сеголетков соотношение полов было близко к соотношению один к одному.

### Хищники и паразиты
Одним из хищников является восточный канюк. Кроме того, были обнаружены  несколько паразитов. Из эктопаразитов встречаются блохи родов Histrichopsylla, Stenoponia, Palaeopsylla или Doratopsylla , а также клещи, такие как Androlaelaps и Eadiea. Среди эндопаразитов отмечены  ленточные черви, такие как Hymenolepis, а также coccidia,  например, Isospora.